# Vescisa uniformis
Vescisa uniformis là một loài bướm đêm trong họ Noctuidae.